# Cabiriiny noci
Cabiriiny noci (originální název Le notti di Cabiria) je italsko-francouzský film režiséra Federica Felliniho z roku 1957 a náleží k jeho významným dílům s prvky neorealismu.

## Děj
Film zobrazuje několik epizod ze života římské pouliční prostitutky (Giulietta Masina), kterou muži pouze využívají. Její pasák ji okrade o peníze a shodí z mostu do vody. Ve městě potkává herce Alberta. Ten se nepohodl se svou přítelkyní a Cabiria se mu jeví jako vhodná náhrada. Odvede si ji k sobě domů, kde se k ní nechová laskavě. Navíc se vrací Albertova přítelkyně, Cabiria raději odchází. Poté se zamiluje do nepohledného účetního Oscara, který ji po několika schůzkách požádá o ruku. I z  něho se později vyklube podvodník. Během společné procházky v lese se Oscar začne chovat nejistě a chystá se svrhnout Cabirii z blízké skály. Zlomená Cabirie mu odevzdá všechny peníze. V noci se vrací do města, kde potká skupinu mladých lidí. V závěru filmu se začne radovat ze života...

## Hrají
| Giulietta Masina    | Cabiria         |
| François Périer     | Oscar D'Onofrio |
| Amedeo Nazzari      | Alberto Lazzari |
| Franca Marzi        | Wanda           |
| Dorian Gray         | Jessy           |
| Pina Gualandri      | Matilda         |
| María Luisa Rolando | Marisa          |
| Loretta Capitoli    | Rosy            |